# Fonologija hrvatskoga jezika
Fonologija hrvatskoga jezika odnosi se na sustav glasova i njihovih međusobnih odnosa koji postoji u hrvatskome jeziku. Ovdje će specifično biti riječi o hrvatskome standardnom jeziku. Tradicionalno se drži da hrvatski ima 30 fonema, to jest glasova koje govornici razlikuju. Broj se može popeti i do 32 zbog upitnih statusa slogotvornoga /r/ i refleksa jata. Hrvatski jezik po slobodi prolaska zračne struje kroz govorne organe razlikuje otvornike (vokale) i zatvornike (konsonante).
Otvornici u hrvatskome po visini mogu biti visoki (zatvoreni), srednji ili niski (otvoreni). Mogu biti prednji, središnji ili stražnji po položaju jezika te dugi i kratki po trajanju. Zatvornici se dalje s obzirom na protok zračne struje dijele na šumnike (prave konsonante, opstruente) i zvonačnike (sonante). Šumnici u hrvatskome mogu biti zapornici (okluzivi), tjesnačnici (frikativi), slivenici (afrikate), a zvonačnici nosnici (nazali) i približnici (aproksimanti) koji su opet kliznici (poluvokali) ili protočnici (likvide) koji mogu biti bočnici (laterali) ili treptajnici (vibranti). Po mjestu tvorbe mogu biti dvousneni (bilabijalni), zubnousnenici (labiodentali), zubnici (dentali), desnici (alveolari), prednepčanici (postalveolari), nepčanici (palatali), jedrenici (velari), ždrjelnici (faringali) i grkljanici (laringali).
Valja razlikovati samoglasnike i suglasnike od otvornika i zatvornika (vokala i konsonanata): samoglasnik je bilo koji glas koji može činiti jezgru sloga, a otvornik (vokal) onaj glas u kojem je otvoren prolaz zračnoj struji.
U tablicama će se upotrebljavati tri sustava: hrvatski pravopis (u zagradama), tradicionalni slavistički zapis (OLA) i međunarodna fonetska abeceda (IPA).

## Samoglasnici
Hrvatski ima jednostavan sustav vokala prikazan tablično IPA-om i hrvatskom grafijom:
| Vokali hrvatskoga jezika | Prednji | Središnji | Stražnji |
| ------------------------ | ------- | --------- | -------- |
| Visoki                   | i 〈i〉 |           | u〈u〉   |
| Srednji                  | e 〈e〉 |           | o〈o〉   |
| Niski                    |         | a 〈a〉   |          |

Glasovi /i/ i /e/ jesu tvrdonepčani (palatalni).
Gramatičari se ne slažu o točnoj realizaciji glasa /a/: po nekima je stražnji glas /ɑ/, a po drugima središnji. Glasovi /o/ i /u/ po nekima su tvrdonepčani (velarni), a po drugima je /o/ prednjomekonepčani, a /u/ stražnjomekonepčani.
Svi vokali mogu biti dugi i kratki.
Svi su ovi vokali ujedno i samoglasnici (mogu činiti jezgru sloga), hrvatski još poznaje slogotvorno /r/ koje se također ponaša kao samoglasnik i dvoglas refleksa jata, /ie/ koji je također vokal; njihovi su statusi fonema upitni.

#### Dužina
Hrvatski samoglasnici (uključujući i slogotvorno /r/) mogu biti dugi ili kratki. Duljina se samo realizira na naglašenim i zanaglasnim slogovima, nikada na prednaglasnim (onima koji dolaze ispred naglašenog sloga). U naglašenim se slogovima njihova duljina smatra dijelom naglaska (dugosilazni, kratkosilazni, dugouzlazni, kratkouzlazni), a u sljedećim slogovima naziva se zanaglasnom dužinom.
Točan izgovor dugih i kratkih vokala podložan je alofoniji za koju različita istraživanja imaju različite rezultate. Važno je znati da se dužina mijenja s obzirom na uvjete i da nije uvijek ista, nego je važnije kakva je u usporedbi s dužinom drugih vokala.
Kratkouzlazni naglašeni vokali traju ponešto duže od kratkosilaznih, ali i bez dužine naglašenog vokala, razlika postoji u dužini sljedećega. Slično tomu, zanaglasna dužina znantno se razlikuje po svojoj dužini s obzirom na kontekst.

##### Zanaglasna dužina
U govornom jeziku zanaglasne dužine često se reduciraju ili u potpunosti nestaju (posebno kada dolazi do nagomilavanja više dužina zaredom).
Škarić određuje tri tipa općega hrvatskog jezika: klasični, prihvatljivi i prihvaćeni. U klasičnom modelu zanaglasni dugi vokali jednake su dužine kao oni s dugosilaznim naglaskom i duplo duži od kratkih zanaglasnih vokala. U prihvatljivome su dugi vokali kraći od dugih naglašenih (iznose tri četvrtine dugoga naglašenog), još su uvijek duži od kratkih naglašenih i duplo duži od kratkih nenaglašenih. U prihvaćenome se zanaglasni dugi i kratki vokali ne razlikuju u dužini te su uvijek kraći od naglašenih.
Klasični je tip arhaičan i regionalan, a prihvaćeni je povezan s govornicima s udarnim naglasnim sustavom. Od prihvatljivog do prihvaćnog postoji tip u kojemu su dužine reducirane, a vrijedi za govornike visinskoga naglasnog sustava (vidjeti naslov Naglasni sustav).
Prema istraživanju Pletikosa (2003.) zanaglasna dužina ili kratkoća ovisi o dužini naglašenog sloga: kratki zanaglasni vokali traju oko 70 % prethodnih kratkih naglašenih slogova (80 % kratkosilaznog, 63 % kratkouzlaznog), a 40 % dugih (46 % dugosilaznog, 36 % dugouzlaznog). Nakon silaznih naglasaka duži su od 10 do 20 % u usporedbi s uzlaznim. Dugi zanaglasni vokali daju sljedeće rezultate: 180 % dužine prethodnog kratkosilaznog, 142 % dužine prethodnog kratkouzlaznog, 83 % dužine dugosilaznog i 77 % dugouzlaznog.
Iz svega ovoga da se zaključiti da se najbolje percipiraju one zanaglasne dužine koje slijede za kratkim naglašenim samoglasnicima. Drugo Pletikosovo istraživanje (2008.) pokazuje da dugi zanaglasni vokali zbirno traju 62,5 % prethodnoga naglašenoga vokala, a kratki zanaglasni vokali 57,6 %, što je nedovoljno za percepciju dužine. Istraživanje također pokazuje da se razlika dugih i kratkih zanaglasnih dužina najbolje vidi u onima koji slijede vokale naglašene uzlaznim naglaskom jer se taj naglasak skraćuje pred zanaglasnom dužinom. Ovdje se vidi da pitanje dužine samoglasnika ovisi ne samo o naglašenosti samoglasnika, nego i o kontekstu u kojem se nalazi.
Za zanaglasnu dužinu u standardu stoga vrijedi: nizanje dužina u govoru nije uobičajeno i tu se one reduciraju, najnestabilnije su nakon dugih naglasaka, a najstabilnije su nakon kratkih. Otvorenost sloga (završava li ili ne završava slog suglasnikom) i položaj unutar riječi također utječu na stabilnost zanaglasne dužine. Dužina se zasigurno bolje percipira kada je na unutarnjem slogu, u osnovi riječi, kada je iza kratkog naglaska i kada je nastala kompenzacijskim duljenjem.

#### Slogotvorni konsonanti
U hrvatskome kao jezgra sloga mogu poslužiti svi vokali /a, e, i, o, u, ie/, ali i neki konsonanti /r, n, l, ʎ/ (r, n, l, lj). Oni se zajedno zovu samoglasnicima, slogotvornim glasovima, koji mogu sami tvoriti slog, to jest biti mu jezgra.
U nekim onomatopejama i drugi glasovi mogu biti slogotvorni (slogotvornost se bilježi okomitom crticom ispod suglasnika u IPA-i): pssst! [ps̩ːt], bzzz [bz̩ː], ali ovdje je riječ o paralingvističkim zvukovima.

##### Slogotvorno /r/
Od konsonantalnih jezgri sloga, samo se slogotvorno /r/ (u IPA-i [r̩]) pojavljuje u izvorno hrvatskim riječima. Može se pojaviti na početku riječi (rzati, rt) i na kraju, rijetko u domaćim riječima (aorist glagola satrti: satr), uglavnom u stranim (masakr, žanr). Najčešće se javlja između dvaju suglasnika (prst, Hrvat, grkljan, krckati...). Ima neka ograničenja koja drugi samoglasnici nemaju: ne može se pojaviti uz glasove /r, j, l, n, ʎ, ɲ/ (r, j, l, n, lj, nj) ili afrikate /t͡ɕ, d͡ʑ, d͡ʒ/ (ć, đ, dž) (s tim da je nepojavnost uz afrikate moguće rezultat slučajnosti).
Postoje dvije ideje o statusu slogotvornoga /r/: neki ga smatraju posebnim fonemom, a drugi samo alofonom (pozicijskom inačicom) glasa /r/.
Da je alofon glasa /r/ može se zaključiti zato što se nikada ne pojavljuje u istom kontekstu kao suglasničko /r/. Slogotvornost ovoga glasa ograničena je na situacije kada je okružen dvama konsonantima ili se nalazi između konsonanta i granice riječi. Tako deklinacijom riječ žanr gubi slogotvorno /r/ kada se ono više ne nalazi između konsonanta i granice riječi (žanr /ʒanr̩/ > žanra /ʒanra/).
Ipak, postoje neke, iako rijetke, situacije kada se slogotvornost glasa /r/ nalazi u situacijama koje su prethodnim pravilom zabranjene: dodavanjem prefiksa za- na rzati nastaje oblik zarzati gdje se nalazi slogotvorno /r/. Sličan je primjer zelenortski (Zelenortska republika). Ponekad se navode i primjeri gdje je /l/ prešlo u /o/ poput istro (glagolski pridjev radni glagola istrti) koji kontrastira s Istro (vokativ imenice Istra), ali upitno je koliko govornika zaista u ovom slučaju rabi slogotvorno /r/. Na temelju tih primjera može se reći da se slogotvorno /r/ pojavljuje između dvaju suglasnika ili između suglasnika i granice morfema.
Razlika između [r] i [r̩] po Muljačiću jest u napetosti, to jest slogotvorna inačica izgovara se napetije i s više energije.
Slogotvorno /r/ izgovara se s umetnutim glasom šva [ə], primjerice kada je naglašen i dug, ali kod mnogih i kada je naglašen i kratak. Ostvariti naglasak na samome glasu [r] bilo bi neuobičajeno. Osim toga, slogotvorni oblik najčešće se ostvaruje s pomoću od jednog do triju udara jezikom o prednji dio nepca, a neslogotvorni od jednog ili dvaju, ali najčešće jednog (po čemu je hrvatsko /r/ češće udarnik nego treptajnik).

##### Ostali slogotvorni konsonanti
Slogotvorni u hrvatskome još mogu biti i glasovi /n, l, ʎ/ (n, l, lj). Primjeri su isključivo posuđenice gdje se glasovi često pojavljuju na kraju riječi, ali to nije nužno slučaj:
- slogotvorno [n̩]
  - primjeri su rijetki: njutn i neke dijalektalne riječi kao što su rehnšiber, kragn
- slogotvorno [ʎ̩]
  - u nekim imenima: Ljviv, Kremlj[11]
- slogotvorno [l̩]
  - najčešće među njima: na kraju riječi (šnicl, bicikl, fascikl), unutar riječi (Vltava, džentlmen).

#### Dvoglas ije/je
Refleks jata naziv je za mnoge glasove koji su nastali od općeslavenskoga *ě. Standardni jezik utemeljen je na jekavskome govoru gdje se reflektirao u dvoglas /ie/. Ipak, točna realizacija toga dvoglasa upitna je.
Refleks jata doživljava razne promjene ovisno o položaju: duljenje (je > ije; dospjeti > dospijevati), kraćenje (ije > je; bijel > bjelji), promjena iza suglasničke skupine koja završava glasom /r/ (je > e; grijeh > grehota), promjena u /i/ (ije/je > i; živjeti > živio). Ipak, njegova točna realizacija predmet je rasprave.
Po nekima, jat ima dvije moguće realizacije: dvoglas [i͜e] kada je dug (pravopisno ije) i slijed dvaju glasova [je] kada je kratak (pravopisno je).
Tako se razlikuje dugi jat nastao duljenjem [je] koji se još zapisuje kao je (zato postoji iznimka mjera – zamjerati u usporedbi s općim pravilom zapovjediti – zapovijedati: u prvome primjeru dolazi do promjene [je] u [jeː], a u drugom [je] u [i͜e]) i dugi jat koji nije nastao naknadnim duljenjem, a zapisuje se ije.
Problem je ovakve interpretacije što bi se dvoglas [i͜e] onda mogao naći samo u dugom slogu, unutar riječi, isključivo u leksičkim (nikada gramatičkim) morfemima. Tako da je položajem vrlo ograničen. Nadalje, uvijek je u alternaciji s drugim refleksima (je/e/i), što znači da kraćenje jednog fonema [i͜e] uzrokuje nastanak dvaju [je] što nema previše smisla. Primjerice, ako su vijek i vuk minimalni par, onda bi isto trebalo vrijediti za vjekovi i vukovi, ali vjekovi ima jedan fonem više od vukovi.
Po drugima je jat uvijek [je] kada je kratak, a [jeː] kada je dug.
Tako se refleks jata u hrvatskome ponaša poput ostalih samoglasnika kada je riječ o duljenju, to jest kraćenju, ali jedini je vokal kojemu se duljina zapisuje (kratki kao je, dugi kao ije), tako da smjena bijel > bjelkast odgovara promjeni plav > plavkast (s označenim dužinama: plāv > plavkast), jedina je razlika što se jedna označuje pravopisno, a druga ne. Nadalje, čak i riječi koje su pravopisom izuzete od duljenja u govoru se dulje po uzoru na druge vokale: mjȅra > zamjérati. Postoji i puno riječi koje imaju dugi refleks jata koji se pak zapisuje kratko (pjev, sjenka, djevac, vještac, smjer...). Ovo sve znači da se, što se tiče morfonologije (glasovnih promjena koje riječ može doživjeti), refleks jata, ovom interpretacijom, ne ponaša bitno drukčije od ostalih vokala.
Posebno je bitno istraživanje koje je proveo Ivo Škarić gdje su ispitanici trebali razlikovati skupove /sjeː/ od skupova /si͜e/, rezultati su se uglavnom kretali oko 50 % što statistički gledano znači da je bilo riječ o slučajnom pridruživanju: ispitanici nisu mogli uočiti razliku. Sonogrami (vizualni prikazi zvuka) također nisu pokazivali razlike.
Problem takva percipiranja jata jest izostanak jotacije glasa /j/ koja se inače provodi, ali i /j/ iz drugih izvora ne uzrokuje uvijek jotaciju (pasji, klasje). Ovisno o pojedinom govorniku i njegovu podrijetlu, glas /j/ kao dio refleksa jata ne uzrokuje nužno jotaciju glasova /n/ i /l/ koji dolaze ispred: riječ sljepoća može se izgovarati i kao [sljepot͡ɕa] (slijed l+j) i kao [sʎepot͡ɕa] (glas lj). Glas /j/ iz drugih izvora uzrokovao bi: gledan- + -je > gledanje [gledaːɲe]. Tako da, ako se jat i izgovara kao [je] i [jeː] u svijesti govornika on još uvijek može biti poseban fonem, ovdje nema utjecaja pisma jer u hrvatskoj grafiji nema razlike između lj [ʎ] i lj [lj].
Glavni je protuargument i da, ako /j/ u refleksu jata zaista jest poseban glas, onda to znači da se u hrvatskome skup KKjV (gdje su K bilo koja dva konsonanta, a V bilo koji vokal) dopušten isključivo ako je vokal /e/ (dakle: skup poput *stja ne može se pojaviti u hrvatskome, ali /stje/ može, kao u stijena, tako nastaje poprilično čudno ograničenje da je skup KKj moguć samo ako slijedi /e/). Ipak, takav bi izuzetak bio objašnjiv povijesnim razvojem.
Za fonologiju je bitno i što je u svijesti govornika, ne samo što točno izgovaraju, a da refleks jata bar dio govornika doživljava kao odvojen fonem može se argumentirati mogućim nedostatkom jotacije i problemom građe sloga. Ako i nije riječ o posebnome glasu, promjene koje refleks jata doživljava (specifično alternacija ije/je/i/e/Ø) mogu ga klasificirati kao morfonem, skup različitih fonema koji alteriraju s obzirom na kontekst.

#### Ostali dvoglasi
Ovisno o govorniku hrvatski može imati još dvoglasa: /eu̯, au̯, ae̯/ kao u Europa, auto i dvanaest. Dvoglas /ia̯/ može se pojaviti u stranim riječima kao što su Mia ili Diana.

## Suglasnici
Hrvatski jezik razlikuje sljedeće suglasnike prikazane IPA-om i hrvatskom grafijom (u zagradama):
| Konsonanti hrvatskoga jezika | Konsonanti hrvatskoga jezika | Konsonanti hrvatskoga jezika | Konsonanti hrvatskoga jezika | Usnenici    | Usnenici      | Zubnici | Desnici | Nepčanici     | Nepčanici | Jedrenici |
| Konsonanti hrvatskoga jezika | Konsonanti hrvatskoga jezika | Konsonanti hrvatskoga jezika | Konsonanti hrvatskoga jezika | Dvousnenici | Zubnousnenici | Zubnici | Desnici | Prednepčanici | Nepčanici | Jedrenici |
| ---------------------------- | ---------------------------- | ---------------------------- | ---------------------------- | ----------- | ------------- | ------- | ------- | ------------- | --------- | --------- |
| Šumnici                      | Zapornici                    | Zapornici                    | zvučni                       | b〈b〉      |               | d〈d〉  | d〈d〉  |               |           | g〈g〉    |
| Šumnici                      | Zapornici                    | Zapornici                    | bezvučni                     | p〈p〉      |               | t〈t〉  | t〈t〉  |               |           | k〈k〉    |
| Šumnici                      | Slivenici                    | Slivenici                    | zvučni                       |             |               | t͡s〈c〉 |         | t͡ʃ〈č〉       | t͡ɕ〈ć〉   |           |
| Šumnici                      | Slivenici                    | Slivenici                    | bezvučni                     |             |               |         |         | d͡ʒ〈dž〉      | d͡ʑ〈đ〉   |           |
| Šumnici                      | Tjesnačnici                  | Tjesnačnici                  | zvučni                       |             |               | z〈z〉  |         | ʒ〈ž〉        |           |           |
| Šumnici                      | Tjesnačnici                  | Tjesnačnici                  | bezvučni                     |             | f〈f〉        | s〈s〉  |         | ʃ〈š〉        |           | x〈h〉    |
| Zvonačnici                   | Približnici                  | Približenici                 | Približenici                 |             | ʋ〈v〉        |         |         |               |           |           |
| Zvonačnici                   | Približnici                  | Kliznici                     | Kliznici                     |             |               |         |         |               | j〈j〉    |           |
| Zvonačnici                   | Približnici                  | Bočnici                      | Bočnici                      |             |               |         | l〈l〉  |               | ʎ〈lj〉   |           |
| Zvonačnici                   | Približnici                  | Treptajnici                  | Treptajnici                  |             |               |         | r〈r〉  |               |           |           |
| Zvonačnici                   | Nosnici                      | Nosnici                      | Nosnici                      |             |               | n〈n〉  | n〈n〉  |               | ɲ〈nj〉   |           |

Svi su zvonačnici zvučni (uz blago obezvučenje uz bezvučne suglasnike) i među njima zvučnost nije razlikovno obilježje kao što je među šumnicima (nema parnjaka po zvučnosti).
Glas /ʋ/ vrlo je malo zvonak, gotovo tjesnačničke prirode.
Glasovi /t͡s, z, s/ uvijek su zubnici, a /r, l/ uvijek desnici. Glasovi /t, d, n/ mogu pripadati objema skupinama, ovisno o govorniku.
Prednepčani glasovi /t͡ʃ, d͡ʒ, ʃ, ʒ/ po nekima su vršnici (apikalni postalveolari) (t̺ʃ̺, d̺ʒ̺, ʃ̺, ʒ̺), a po nekima podvršnici (retrofleksi) (tʂ, dʐ, ʂ, ʐ). U hrvatskome se općenito može govoriti o postalveolarnom, to jest prednepčanom izgovoru /t͡ʃ, d͡ʒ, ʃ, ʒ/. Standardni jezik propisuje postalveolarni izgovor uz blagu labijalizaciju (zaobljenje usana) pri izgovoru: [ʃ̺, ʒ̺, t̺ʃ̺ʷ, d̺ʒ̺ʷ].
Glotalni okluziv [ʔ] može se umetnuti između dvaju vokala između dviju riječi: i onda [iː ʔônda].

#### Usnenici
Glas /f/ u hrvatski je jezik ušao posuđenicama i u njima se gotovo pa jedino i pojavljuje (semafor, frula, fazan, Francuska, film, graf...). Prvotno je ušao latinizmima i europeizmima (forma, Afrika, fizika) i u početku je eliminiran (Stjepan < lat. Stephanus).
Osim toga, glas se pojavljuje vrlo rijetko u izvorno hrvatskim riječima gdje je nastao pravilnom promjenom od ranijeg *pʋ (ufati od ranijeg *upъvati). Upotreba oblika ufanje zabilježena je od 14. stoljeća. Pojavljuje se i u nekim onomatopejama (frfljati, fućkati, frktati, fijukati).
Nadalje, glas /f/ ima zvučni alofon [v] koji se pojavljuje pred zvučnim šumnicima: šef ga [ʃêv‿ga].
Glas /ʋ/ izgovorom se približava tjednačnicima iako je zvonki glas. Od ostalih šumnika odvaja ga činjenica da se može pojaviti uz bezvučne šumnike (kvaka, tvar, sve, hvala, čvor, cvijet...) kao i uz zvučne (gvozd, dvor, zvono...) te da se propušta veća zračna struja. Ipak, stoji na dnu ljestvice zvonkosti zvonačnika. Uz bezvučne glasove obezvučuje se, ovisno o kontekstu.
Ima alofon [w] pred glasom /u/ (vuk, vuna, vulkan), a po nekima i ispred /o/ (voda, voziti).
Glas /m/ pred zubnousnenicima ima zubnousneni alofon [ɱ], primjer je znam vas [znâːɱ‿ʋaːs], ali i simfonija, limfa, amfora, tramvaj...

#### Zubnici i desnici
Hrvatski glas /t͡s/, uz /f/ i /x/, bezvučni je glas bez fonemičnoga zvučnog parnjaka. Ipak, on postoji alofonično: [d͡z] se pojavljuje pred zvučnim šumnicima: sudac bi [sǔːdad͡z‿bi]. Glas se pojavljuje kada se zanaglasnica (enklitika) s početnim zvučnim šumnikom doda na riječ koja završava na /t͡s/, ali unutar riječi /t͡s/ postaje /d͡ʒ/ uz zvučne šumnike: otac + -bina > otadžbina. Ipak, glas govornici hrvatskoga mogu prepoznati i zapisati digrafom dz, a pojavljuje se kod nekih govornika u izgovoru riječī poput mezzosopran i u stranim prezimenima (Ševarnadze).
Izgovor glasova /t, d, n/ ovisi o govorniku i situaciji: obično su zubnici (dentali) ili desnici (alveolari). Glasovi /t, d/ po jednoj su studiji sa šest govornika hrvatskoga bili češće dentalni, a /n/ je imao neodređenije rezultate. Ipak, ne može se zaključiti da je /n/ stražnjiji u izgovoru od ostalih dvaju glasova. Studija je također pokazala da je mjesto tvorbe glasa /n/ triput varijabilnije od ostalih dvaju.
Glasovi /n/ i /l/ donekle mijenjaju izgovor ovisno o vokalima koji ih okružuju, postaju prednjiji (uz palatalne /i/, /e/ i suglasnik /j/) ili stražnjiji (uz /o/ i /u/). Oba glasa mogu biti i slogotvorna kako je već spomenuto (njutn, bicikl, doplgenger).
Glas /n/ opcionalno ima alofon [ɱ] pred zubnousnenicima (dakle, inventura se može izgovoriti kao [iɱʋentǔːra] ili [inʋentǔːra].
Također, pred jedrenicima ima alofon [ŋ] (stanka: [stâːŋka]).
Glas /r/ u neslogotvornoj inačici kraći je od slogotvornoga: ostvaruje se jednim do dvama udarima jezika o nepce i po tome je češće dotačnik nego treptajnik.

#### Nepčanici
Razlikovanje fonema /t͡ɕ/ i /t͡ʃ/ (ć i č) te /d͡ʑ/ i /d͡ʒ/ (đ i dž) nije obilježje dobroga dijela hrvatskih govora, a razlikovanje u standardu to reflektira.
Glasovi /t͡ɕ/, /t͡ʃ/ i /d͡ʑ/ prisutni su u dobrome dijelu hrvatskih riječi, ali /d͡ʒ/ se pojavljuje isključivo u posuđenicama, uglavnom iz turskoga i engleskog, (džep, džoint, džip, hodža, jazz...) ili kao rezultat jednačenja po zvučnosti (svjedoč- + -ba > svjedodžba, naruč- + -ba > narudžba). Time je rubniji fonem od ostalih.
Nadalje, razlika između ovih glasova vrlo je rijetko važna za razlikovanje različitih riječi (postoje neki minimalni parovi č i ć, kao što su spavačica i spavaćica, a za dž i đ jedino regionalno postoji džak i đak).
Škarić razlikuje tri različita načina izgovora: klasični u kojemu se fonemi /t͡ɕ/ i /t͡ʃ/ jasno razlikuju, prihvatljivi u kojem je razlika manja te prihvaćeni u kojemu nema razlike.
Glasovi /ʎ/ i /ɲ/, kao i /t͡ɕ/ i /d͡ʑ/, nisu potpuno palatalni. Većina govornika izgovara /ʎ/ i /ɲ/ kao alveopalatalne (istodobnim dodirom tvrdog nepca i desni), dakle [l̠ʲ] i [n̠ʲ]. Veća varijabilnost u izgovoru pronađena je kod glasa /ʎ/.
Pred /t͡ɕ/ i /d͡ʑ/ glasovi /ʃ/ i /ʒ/ imaju alofone [ɕ] i [ʑ] (lišće: [lîːɕt͡ɕe], grožđe: [rôʑd͡ʑe ]), a po nekima i pred /ʎ/ i /ɲ/ (pažljiv: [pǎʑl̠ʲiʋ]).

#### Jedrenici
Točan izgovor glasa /x/ ovisi o pojedincu. Po Matasoviću, materinski štokavci čuvaju izgovor [x], jedreni tjesnačnik koji se tvori na istome mjestu kao i /k/ i /g/. Drugi govornici rabe ždrijelnik [ħ] ili grkljanik [h]. Grkljanu inačicu kao jednu od mogućnosti podržavaju i drugi radovi.
Izgovor [h] neki prepoznaju kao alofon glasa /x/ pred zvonačnicima na početku riječi (hmelj: [hmêl̠ʲ]).
Ako govornici izgovaraju /x/, onda će uz zvučne šumnike on dobiti alofon [ɣ] (duh bi: [dûɣ‿bi]), grkljana inačica ima alofon [ɦ] (duh bi: [dûɦ‿bi]).
Neki autori smatraju samo jedreni izgovor prihvatljivim u standardu.
Kao i kod /l/ i /n/, izgovor /k/ i /g/ postaje prednjiji, to jest stražnjiji s obzirom na okolne vokale.

#### Zapisivanje glasova
U ovom članku dosada se upotrebljavala međunarodna fonetska abeceda međunarodnoga fonetskog društva. U slavistici je uobičajenije upotrebljavati transkripciju OLA-e koja se i inače rabi u opisivanju hrvatskoga jezika, njegovih dijalekata i drugih slavenskih jezika.
| Hrvatski pravopis | Međunarodna fonetska abeceda | Općeslavenski lingvistički atlas |
| ----------------- | ---------------------------- | -------------------------------- |
| a                 | /a/                          | a                                |
| b                 | /b/                          | b                                |
| c                 | /t͡s/                         | c                                |
| č                 | /t͡ʃ/                         | č                                |
| ć                 | /t͡ɕ/                         | ć                                |
| d                 | /d/                          | d                                |
| dž                | /d͡ʒ/                         | ǯ                                |
| đ                 | /d͡ʑ/                         | ʒ́                                |
| e                 | /e/                          | e                                |
| f                 | /f/                          | f                                |
| g                 | /g/                          | g                                |
| h                 | /x/ ili /h/                  | x                                |
| i                 | /i/                          | i                                |
| j                 | /j/ ili /i̯/                  | j/i̯                              |
| k                 | /k/                          | k                                |
| l                 | /l/                          | l                                |
| lj                | /ʎ/                          | ĺ                                |
| m                 | /m/                          | m                                |
| n                 | /n/                          | n                                |
| nj                | /ɲ/                          | ń                                |
| o                 | /o/                          | o                                |
| p                 | /p/                          | p                                |
| r                 | /r/                          | r                                |
| s                 | /s/                          | s                                |
| š                 | /ʃ/                          | š                                |
| t                 | /t/                          | t                                |
| u                 | /u/                          | u                                |
| v                 | /ʋ/                          | v                                |
| z                 | /z/                          | z                                |
| ž                 | /ʒ/                          | ž                                |
| m/n               | /ɱ/                          |                                  |
| v                 | /w/                          | w                                |
| f                 | /v/                          | v                                |
| n                 | /ŋ/                          | ŋ                                |
| š                 | /ɕ/                          | ś                                |
| ž                 | /ʑ/                          | ź                                |
| h                 | /ɣ/                          | γ                                |
| ije               | /ie̯/                         | i͜e                               |
| slogotvorno r     | /r̩/                          | r̥                                |
| n                 | /n̩/                          | n̥                                |
| slogotvorno l     | /l̩/                          | l̥                                |

U nastavku će se rabiti hrvatska grafija, to jest pravopis.

## Građa sloga
Građa sloga i zakonitosti te ograničenja koja u njemu vladaju predmet su znanosti fonotaktike.
Hrvatski slogovi (σ) građeni su od pristupa (P, početnoga suglasnoga dijela) i rime (R) koja uključuje jezgru (J) i odstup (O, završni dio sloga). Ovdje je rabljeno označivanje po Jelaska (2004.)
| Slog    | Slog   | Slog   |
| Pristup | Rima   | Rima   |
| Pristup | Jezgra | Odstup |
| P       | J      | O      |
| ------- | ------ | ------ |
| k       | a      | t      |
| kat     |        |        |

Pristup i odstup čine suglasnici, a jezgru samoglasnici (vokali i slogotovorni konsonanti). Svaki slog nužno zahtijeva samo jezgru, ostali su dijelovi opcionalni jer ona nosi cijeli slog i čini vrhunac zvonkosti i otvorenosti sloga. Najzvonkiji element sloga bit će uvijek jezgrom (kuća, vrt, grad).
Dužina sloga određena je dužinom samoglasnika. S obzirom na to da i slogotvorno /r/ može biti dugo, dužina u hrvatskome nije obilježje vokala (a, e, i, o, u, i͜e/, nego slogotvornoga glasa, to jest samoglasnika. Ima ipak govora u kojima slogotvorno /r/ ne može biti dugo (primjerice dubrovački), u njima dužina onda zaista jest obilježje vokala.
Hrvatski ima mnoga pravila kojim određuje najveću moguću strukturu svojih slogova.
Općenito, hrvatski dopušta sljedeću građu sloga gdje zvonki pojas uključuje sve zvonke glasove koji se u slogu mogu pojaviti (uključujući i sam samoglasnik), a šuštavi pojas uključuje šumnike:
| Šuštavi pojas | Šuštavi pojas | Šuštavi pojas | Zvonki pojas | Zvonki pojas | Zvonki pojas | Zvonki pojas | Zvonki pojas | Šuštavi pojas | Šuštavi pojas | Šuštavi pojas |
| ------------- | ------------- | ------------- | ------------ | ------------ | ------------ | ------------ | ------------ | ------------- | ------------- | ------------- |
| 1.            | 2.a           | 2.b           | 3.           | 4.           | 5.           | 6.           | 7.           | 8.            | 9.a           | 9.b           |
| s š           | p t k         | f h c         | v m          | r j          | a e          | r j          | m v          | s š           | p t k         | f c h         |
|               |               | č ć           |              | n nj         | i o          | n nj         |              |               |               | č ć           |
| z ž           | b d g         | dž đ          |              | l lj         | u r          | l lj         |              | z ž           | b d g         | dž đ          |

Tipični slijed suglasnika u šuštavom pojasu jest 1. i 2.a te 8. i 9.a (st, šp, žd...), a iza njih može doći neki zvonki glas osim samog slogotvornog (str, špr, zdr...). Netipični su oni koji kombiniraju glasove iz 1. i 2.b, 8. i 9.b (sh, žđ, šč) te 2.a i 1., 9.a i 8 (ps, pš, ks).

#### Pristup sloga
Pristup sloga u hrvatskome mogu činiti do tri glasa, s tim da prvi od njih mora biti s, š, z ili ž.
| Slog    | Slog    | Slog    | Slog   | Slog   | Slog   |
| Pristup | Pristup | Pristup | Rima   | Rima   | Rima   |
| Pristup | Pristup | Pristup | Jezgra | Jezgra | Odstup |
| P3      | P2      | P1      | J1     | J2     | O      |
| ------- | ------- | ------- | ------ | ------ | ------ |
| s       | t       | r       | a      | a      | h      |
| s       | m       | r       | a      | a      | d      |
| š       | k       | r       | o      |        | b      |
|         | t       | k       | o      |        |        |
|         |         |         | r      |        | t      |

Upravo zbog toga neki autori smatraju da se skup ovih četiriju tjesnačnika sa p, t, k, h, m i v može smatrati spojem dvaju glasova koji zauzimaju samo jedno slogovno mjesto, tako da početak sloga mogu činiti samo dva suglasnika:
| Slog    | Slog    | Slog   | Slog   | Slog   |
| Pristup | Pristup | Rima   | Rima   | Rima   |
| Pristup | Pristup | Jezgra | Jezgra | Odstup |
| P2      | P1      | J1     | J2     | O      |
| ------- | ------- | ------ | ------ | ------ |
| sm      | r       | a      | a      | d      |
| k       | r       | u      |        | h      |
| st      | v       | a      | a      | r      |
| t       | k       | o      |        |        |
| šk      | r       | o      |        | b      |

Dva suprotstavljena sustava mogu se ujednačiti u jedan gdje bi se P2 proširivao s P2' koji bi mogao biti samo s š, z i ž.
| Slog    | Slog    | Slog    | Slog   | Slog   | Slog   |
| Pristup | Pristup | Pristup | Rima   | Rima   | Rima   |
| Pristup | Pristup | Pristup | Jezgra | Jezgra | Odstup |
| P2      | P2      | P1      | Jezgra | Jezgra | Odstup |
| P2'     | P2      | P1      | J1     | J2     | O      |
| ------- | ------- | ------- | ------ | ------ | ------ |
| s       | t       | r       | a      | a      | h      |
| s       | m       | r       | a      | a      | d      |
| s       | v       | r       | a      | a      | b      |
| š       | k       | r       | o      |        | b      |
| š       | t       | r       | i      |        | k      |
| z       | g       | l       | o      |        | b      |
| ž       | d       | r       | a      | a      | l      |

#### Odstup sloga
Domaće hrvatske riječi dopuštaju samo jedan glas u odstupu, to jest završnom dijelu sloga. On ipak može biti i skup st, št, zd i žd za koje se može reći da zauzimaju samo jedno odstupno mjesto.
| Slog    | Slog    | Slog   | Slog   | Slog   |
| Pristup | Pristup | Rima   | Rima   | Rima   |
| Pristup | Pristup | Jezgra | Jezgra | Odstup |
| P2      | P1      | J1     | J2     | O      |
| ------- | ------- | ------ | ------ | ------ |
| s       | k       | o      |        | k      |
|         | l       | i      | i      | k      |
|         | r       | a      | a      | d      |
| h       | r       | a      | a      | st     |
|         | m       | o      |        | št     |
| g       | r       | o      |        | zd     |
|         | d       | a      |        | žd     |

Hrvatski ima i puno riječi stranoga podrijetla, puno njih više se ni osjeća posuđenim. Zbog njih odstup mora uključivati još jedno mjesto. Kako sada odstup i tako uključuje dva mjesta, pitanje je treba li skupove st, št, zd i žd uopće više pripisivati jednome mjestu, ali upitno je što se događa u umu govornika.
| Slog    | Slog    | Slog    | Slog   | Slog   | Slog   | Slog   | Slog   |
| Pristup | Pristup | Pristup | Rima   | Rima   | Rima   | Rima   | Rima   |
| Pristup | Pristup | Pristup | Jezgra | Jezgra | Odstup | Odstup | Odstup |
| P2'     | P2      | P1      | J1     | J2     | O1     | O1'    | O2     |
| ------- | ------- | ------- | ------ | ------ | ------ | ------ | ------ |
|         |         | m       | o      |        | r      |        | ž      |
| s       | t       | r       | a      | a      | s      | t      |        |
|         |         | p       | a      |        | r      |        | k      |
|         | t       | r       | i      | i      |        |        |        |

Hrvatski poznaje i riječi stranoga podrijetla koje imaju tri suglasnika u odstupu kao što su larinks, tekst, boršč, punkt i slično. Skupove šumnika na kraju takvih slogova može se smatrati dvama glasovima na jednome mjestu, to jest može se upotrijebiti pomoćni obrazac kao u skupovima s trima suglasnicima u pristupu.
| Ostatak riječi | Slog    | Slog    | Slog   | Slog   | Slog   | Slog   |
| Ostatak riječi | Pristup | Pristup | Rima   | Rima   | Rima   | Rima   |
| Ostatak riječi | Pristup | Pristup | Jezgra | Jezgra | Odstup | Odstup |
| Ostatak riječi | P2      | P1      | J1     | J2     | O1     | O2     |
| -------------- | ------- | ------- | ------ | ------ | ------ | ------ |
| la-            |         | r       | i      |        | n      | ks     |
|                |         | t       | e      |        | k      | st     |
|                |         | b       | o      |        | r      | šč     |
|                |         | p       | u      |        | n      | kt     |

Kada je riječ o dvoglasu ije/je, on se može smatrati dvama dijelovima jezgre, poput dugih samoglasnika, ili se /j/ može pripisati pristupu u slučajevima kada dolazi do stapanja n+j > ɲ i l+j > ʎ. Jelaska (2004.) uzima dvoglasnički izgovor dugoga jata kao normu.

#### Ograničenja u građi sloga
Iako je rečeno da se na početku sloga, to jest u pristupu, mogu pojaviti tri suglasnika, kao i u odstupu, hrvatski ne dopušta da se bilo koji glas s bilo kojim drugim spoji u pristup ili odstup. Postoje razna pravila koja uvjetuju moguće i nemoguće skupove osim samog ograničenja broja.

##### Ljestvica zvonkosti
Jedno od pravila jest i ljestvica zvonkosti. Glas ima veću zvonkost što je obujam izgovornih šupljina veći, što je otvor širi i što je napetost oblikovača glasa manja, a grkljana veća. Vrh sloga imat će najzvonkije glasove (kao što su vokali a, e, i, o ili u te zvonačnici r, l, n, m, lj...). Vrh sloga mora biti najzvonkiji glas što je redovito vokal, ali u njegovu odsustvu može ga zamijeniti zvonačnik (zato se slogotvorno /r/ ne pojavljuje ako je u istome slogu neki vokal). Glasovi se po glasnoći organiziraju tako da im zvonkost raste prema jezgri i pada kako se od jezgre odmiče. Tako nastaju ljestvice zvonkosti. U njima su glasovi poredani po zvonkosti (najmanje zvonki bit će označeni najmanjim brojevima, a najzvonkiji najvećim).
Postoji nekoliko jednako uspješnih ljestvica koje se mogu primijeniti u hrvatskome:
- ljestvica s jedanaest stupnjeva

| Stupanj | Opis                 | Glasovi     |
| ------- | -------------------- | ----------- |
| 1       | bezvučni prekidnici  | p t k c č ć |
| 2       | zvučni prekidnici    | b d g dž đ  |
| 3       | bezvučni tjesnačnici | s š f h     |
| 4       | zvučni tjesnačnici   | z ž         |
| 5       | nosnici i približnik | m n nj v    |
| 6       | bočnici              | l lj        |
| 7       | treptajnik           | r           |
| 8       | prijelaznik          | j           |
| 9       | visoki otvornici     | i u         |
| 10      | srednji otvornici    | e o         |
| 11      | niski otvornici      | a           |

U izvornim hrvatskim riječima, samoglasnici mogu biti glasovi na ljestvici od 7 do 11 (stan: 3-1-11-5, mozak: 5-10-4-11-1), a u stranim i od 5 do 11 (njutn: 5-9-1-5). Onomatopeje mogu imati glasove i do 3 na ljestvici kao slogotvorne.
Unutar sloga, broj mora rasti prema jezgri, a padati prema odstupu (s tim da se s, š, z i ž mogu pojaviti pred glasovima niže na ljestvici u pristupu, što predstavlja problem koji se može riješiti ako oni nisu zapravo dio sloga ili ako sa sljedećim glasovima čine obrnuti slivenik, to jest tjesnačnik i sljedeći glas ponašaju se kao jedan glas): smrt: 3-5-7-1, kriv: 1-7-9-5, splav: 3-1-6-11-5. Moguće je i da zvonkost niti raste niti pada: pčela: 1-1-10-6-11.
Postoje još neke ljestvice zvonkosti različitih autora, ovdje će biti navedena još jedna:
- ljestvica sa sedam stupnjeva i podljestvicama

Ova ljestvica višestruko sažima prethodne, a omogućuje da se, za potrebe riječi gdje se dva samoglasnika nalaze u nizu i riječi gdje su šumnici slogotvorni (onomatopeje), upotrijebe dodatne podljestvice. Podljestvica samoglasnika brojeve je dobila po trapezu samoglasnika.
| Stupanj | Podstupanj | Opis                 | Glasovi     |
| ------- | ---------- | -------------------- | ----------- |
| 1       | šumnici    | šumnici              | šumnici     |
| 1       | 1.1        | bezvučni zapornici   | p t k c č ć |
| 1       | 1.2        | zvučni zapornici     | b d g dž đ  |
| 1       | 1.3        | bezvučni slivenici   | c č ć       |
| 1       | 1.4        | zvučni slivenici     | dž đ        |
| 1       | 1.5        | bezvučni tjesnačnici | s š f h     |
| 1       | 1.6        | zvučni tjesnačnici   | z ž         |
| 2       | 2          | usneni zvonačnici    | m v         |
| 3       | 3          | svijetli nosnici     | n nj        |
| 4       | 4          | bočnici              | l lj        |
| 5       | 5          | treptajnik           | r           |
| 6       | 6          | prijelaznik          | j           |
| 7       | otvornici  | otvornici            | otvornici   |
| 7       | 7.2        | visoki otvornici     | i u         |
| 7       | 7.2–4      | dvoglasnik           | ie          |
| 7       | 7.4        | srednji otvornici    | e o         |
| 7       | 7.7        | niski otvornici      | a           |

Ako su dva otvornika u dodiru, onaj niži na podljestvici ima potencijal biti neslogotvorni dio dvoglasa (ako se slijed izgovori dvoglasno).
Kada su konsonanti slogotvorni, onaj viši na podljestvici bit će slogotvoran.
Postoje još razne ljestvice koje više ili manje uspješno pokazuju odnose glasova unutar sloga.
Sveukupno, građa hrvatskoga sloga može se pokazati ovako upotrebom sedmostupanjske ljestvice s podljestvicama:
| Slog    | Slog    | Slog    | Slog   | Slog   | Slog   | Slog   |
| Pristup | Pristup | Pristup | Rima   | Rima   | Rima   | Rima   |
| Pristup | Pristup | Pristup | Jezgra | Jezgra | Odstup | Odstup |
| P2      | P2      | P1      | J1     | J2     | O1     | O1     |
| P2'     | P2      | P1      | J1     | J2     | O1     | O1'    |
| ------- | ------- | ------- | ------ | ------ | ------ | ------ |
| 1       | 1–2     | 1–6     | 5–7    | 5–7    | 1      | 1      |

Uključe li se strane riječi, može se dobiti ova građa sloga:
| Slog    | Slog    | Slog    | Slog   | Slog   | Slog   | Slog   | Slog   |
| Pristup | Pristup | Pristup | Rima   | Rima   | Rima   | Rima   | Rima   |
| Pristup | Pristup | Pristup | Jezgra | Jezgra | Odstup | Odstup | Odstup |
| P2      | P2      | P1      | J1     | J'     | O1     | O1     | O2     |
| P2'     | P2      | P1      | J1     | J'     | O1     | O1'    | O2     |
| ------- | ------- | ------- | ------ | ------ | ------ | ------ | ------ |
| 1       | 1–2     | 1–6     | 3–7    | 5–7    | 1–6    | 1      | 1–4    |

Zbog nekih stranih odstupa i domaćih riječi kao što su svlak, svraćati, svraka, smračiti, smreka, trebalo bi pristup i odstup dodatno proširiti:
| Slog    | Slog    | Slog    | Slog   | Slog   | Slog   | Slog   | Slog   |
| Pristup | Pristup | Pristup | Rima   | Rima   | Rima   | Rima   | Rima   |
| Pristup | Pristup | Pristup | Jezgra | Jezgra | Odstup | Odstup | Odstup |
| P2      | P2      | P1      | J1     | J'     | O1     | O2     | O2     |
| P3      | P2'     | P1      | J1     | J'     | O1     | O2'    | O3     |
| ------- | ------- | ------- | ------ | ------ | ------ | ------ | ------ |
| 1       | 1–2     | 3–6     | 3–7    | 5–7    | 3–6    | 1–2    | 1      |

U ovom bi obrascu P3 i O3 uvijek bili šumnici, P2 i O2 mogu ili šumnici ili glasovi m i v, a P1 i O1 uvijek bi bili zvonki.
| Slog    | Slog    | Slog    | Slog   | Slog   | Slog   | Slog   | Slog    | Slog    | Slog    | Slog   | Slog   | Slog   | Slog   | Slog   |
| Pristup | Pristup | Pristup | Rima   | Rima   | Rima   | Rima   | Pristup | Pristup | Pristup | Rima   | Rima   | Rima   | Rima   | Rima   |
| Pristup | Pristup | Pristup | Jezgra | Odstup | Odstup | Odstup | Pristup | Pristup | Pristup | Jezgra | Jezgra | Odstup | Odstup | Odstup |
| P2      | P2      | P1      | Jezgra | O1     | O2     | O2     | P2      | P2      | P1      | Jezgra | Jezgra | O1     | O2     | O2     |
| P3      | P2'     | P1      | J      | O1     | O2     | O3     | P3      | P2      | P1      | J      | J'     | O1     | O2'    | O3     |
| ------- | ------- | ------- | ------ | ------ | ------ | ------ | ------- | ------- | ------- | ------ | ------ | ------ | ------ | ------ |
|         |         |         |        |        |        |        | s       | t       |         | i      |        |        |        | h      |
|         |         |         |        |        |        |        | s       | t       | r       | a      | a      |        |        | h      |
|         |         |         |        |        |        |        | s       | m       | r       | a      | a      |        |        | d      |
|         |         |         |        |        |        |        | t       |         |         | e      |        |        | k      | st     |
|         |         | l       | a      |        |        |        |         |         | r       | i      |        | n      | k      | s      |
|         |         |         | i      | n      |        |        | f       |         |         | a      |        | r      | k      | t      |

Važno je napomenuti da su svi dijelovi sloga opcionalni osim jezgre.
Ukratko će se razmotriti kako prethodno navedeni obrazac građe hrvatskoga sloga funkcionira:
- pristup
  - s jednim članom: može biti bilo koji zatvornik (san, park, Venera)
  - s dvama članovima:
    - počinje šumnikom: može slijediti bilo koji zatvornik (pčela, pravo, sladoled)
    - počinje zvonkim usnenikom (m ili v): bilo koji drugi zvonačnik viši na ljestvici (mraz, vreća, mnogo)
    - počinje treptajnikom (r): može slijediti isključivo j za kojim dolazi isključivo e (rješenje)

  - s trima članovima:
    - može biti ili SKK gdje S=s,z,š,ž ili KKj nakon kojeg mora doći e (strana, sklop, stjegovi)

  - s četirima članovima:
    - isključivo SKrj gdje je S=s,z,š,ž, a ostatak je strogo određen: r i j za kojima može doći samo e (strjelica)
- odstup
  - s jednim članom: bilo koji zatvornik (plan, krug, panj)
  - s dvama članovima:
    - izvorne hrvatske riječi: samo st, št, zd, žd (rast, kost, grozd)
    - ostale riječi:
      - dva šumnika: takt, indeks, recept, smaragd
      - usneni zvonačnik (m i v) + šumnik: samt, limb, trijumf
      - nosnik (osim m) + šumnik: pacijent, asistent
      - bočnik + šumnik: kult, alt, revanš
      - treptajnik + šumnik: sport, švorc
      - treptajnik + nosnik (uključujući m): šarm, nerv
      - j + ostali konsonanti (osim r): dizajn, štrajk, emajl

  - s trima članovima:
    - KKK gdje prvi može biti bilo koji zatvornik, drugi može biti samo šumnik ili m i v, a treći može biti samo šumnik: tekst, infarkt, punkt, ekscerpt.

##### Dodatna ograničenja
Hrvatski ne dopušta sve skupove koji su prethodnim pravilom po zvonkosti dopušteni (ova pravila vrijede unutar jednoga sloga, ne između njih):
- ograničenja konsonanata
  - ograničenje jednakosti: dva ista konsonanta ne mogu se naći u istome slogu
  - ograničenje netipičnosti: netipični nizovi glasova (dva zapornika kao u ktetik, zapornik i šumnik kao u pšenica ili dva tjesnačnika kao u sfera) onemogućuju da sljedi zvonačnik (dakle sljedovi kao što stu ptr, psl), ali dopušten je oblik shv u shvatiti
  - ograničenje usnenosti: dva usnena glasa ne mogu biti jedan pored drugoga (dakle zabranjeni su skupovi *fm, *pv, *mv i tako dalje)
  - ograničenje zvonačne visine: dva visoka zvonačnika ne mogu se slijediti: zabranjeni su skupovi *ljj ili *njj
  - ograničenje protočnosti: zabranjeno je da se bočnci i treptajnici nižu unutar sloga: *llj, *rl, *ljr
  - ograničenje nosnosti i protočnosti: nosnici n i nj, bočnici l i lj te treptajnik r ne mogu se slijediti unutar sloga: *nl, *rn, *nj
  - ograničenje djelomične jednakosti: sprečava da se glasovi t i d nižu u istom slogu sa slivenicima ili da se slivenici nižu s tjesnačnicima (zabranjeni su *tc, *cš)
  - ograničenje ponavljanja: onemogućen je slijed slivenika *cdž, *ćč
  - ograničenje slivenosti: t i d ne mogu se naći ispred s, š, z i ž: zabranjeni su *tš, *dz ili *dž
  - ograničenje visine: onemogućuje sljedove s i z sa ć, č, đ, dž, š i ž te sljedove s i z sa lj i nj: *sč, *šs, *ljn; s i z može se priključiti i f, h i c: zabranjeni su *fš, *hš ili *cć
  - ograničenje razvučenosti: š, ž, č i dž ne mogu biti u slijedu sa ć i đ: *šć, *ćč, *džć
  - ograničenje hrptenosti: jedrenici k, g i h ne mogu biti u susjedstvu unutar istoga sloga: *hk, *kg, *hg
  - dvostruko ograničenje krajnosti: usneni (p, b, f) i jedreni (k, g, h) ne mogu biti u susjedstvu međusobno niti unutar skupine: zabranjeni su *pk i *gf, ali i *pf, *bp te *kg i *hg
  - ograničenje zvučnosti: šumnici uvijek moraju dijeliti zvučnost: zabranjuje *pg, *đt, *bp, *hb i tako dalje.

## Naglasni sustav
U hrvatskome standardnom jeziku naglašen je onaj slog koji se među drugima ističe tonom (kretanjem melodije), silinom (snaga zračne struje, utrošak veće količine zraka iz pluća i jači potisak zraka kroz govorne organe) i trajanjem. Dužina može biti prisutna i na zanaglasnim slogovima (zanaglasna dužina).
Posebno je važna razlika u tonovima (silaznom i uzlaznom) koji se pojavljuju na naglašenom slogu. Po ovoj opreci hrvatski standardni govor ima melodijski naglasak (upotrebljava tonove), a neki govori imaju udarni naglasak (bez razlike u tonu).
Riječi se dijele na naglasnice (koje imaju naglasak) i na nenaglasnice (koje nemaju naglasak, znane i kao klitike), a one se dijele na prednaglasnice i zanaglasnice.

#### Tradicionalni pristup
Standard je utemeljen na novoštokavskoj razlici četiriju naglasaka koji su zapravo spoj siline, tona (opreka silaznosti i uzlaznosti) i trajanjem (opreka kratkoće i dužine):
|           |           | Ton | Ton |
| Silaznost | Uzlaznost |     |     |
| --------- | --------- | --- | --- |
| Trajanje  | Kratkoća  | ȁ   | à   |
| Trajanje  | Dužina    | ȃ   | á   |

Postoje određena pravila raspodijele naglaska:
- jednosložne riječi mogu imati samo silazne naglaske: kȍnj, grȃd
- u sredini riječi mogu se nalaziti samo uzlazni: daljìna, počétak
- na prvome slogu višesložnih riječi mogu se pojaviti svi naglasci: slȁma, prâvda, jèzik, táma.[43]

Riječi stranog podrijetla mogu kršiti ova pravila: aligȃtor, dirigȅnt, informȃtor i tako dalje. Mnoge imaju dublete koje poštuju pravila.
Postoje mnoge paradigme koje uzrokuju promjene glasova. Primjerice, riječi s početnim silaznim naglaskom mogu prebaciti naglasak na prednaglasnicu. Naglasak pritom postaje kratkouzlazan ili pak ostaje kratkosilazan: bez brȁta > bèz‿brata, u grâd > ȕ‿grād.
Kratkosilazni ton opisuje se kao odsječen, a kratkouzlazni usporen.

#### Moderni pristup
Ovo viđenje nije u potpunosti točno. Već je spomenuto da dužina samoglasnika nije uvijek jednaka: dugi naglašeni slogovi duži su 50 % od nenaglašenih, a kratki naglašni 30 % duži od kratkih nenaglašenih. Razlika u trajanju među jednosložnim (silaznim) naglascima jednaka je razlici u trajanju među kratkih naglašenim i kratkim nenaglašenim slogovima: 30 %. Dugi uzlazni duži su 22 % od kratkih, a dugi nenaglašeni 10 % kratkih.
Nadalje, hrvatski naglasni tonovi ne ostvaruju se samo na naglašenom slogu.
Točan bi opis hrvatskoga sustava tri dionice (udar/silinu, dužinu i ton) ovako opisao.
- Udar

Slog koji prima udar, to jest silinu, bit će označen naglašenim u umovima hrvatskih govornika: primjerice: kuća, nos, razbiti, uspostaviti i tako dalje. Udar je rijetko sam po sebi razlikovno sredstvo između dviju riječi ili oblika iste riječi. U ostatku teksta označavat će se podebljanim slovima.
- Dužina

Dužina je obilježje sloga u hrvatskome i može razlikovati riječi (luk 'povrće' i lūk 'oružje' ili vidi, imperativ, i vidī, prezent). Dug slog ponaša se kao da se sastoji od dva kratka. Kaže se da kratak samoglasnik ima jednu moru, a dugi dvije.
- Ton

Hrvatski jezik poznaje dva tona: niski i visoki. Visoki ton razlikovan je, pojavljuje se isključivo na slogu s udarom i na slogu koji slijedi (riječi s dvama udarima imaju i dva visoka tona: najjadniji). Niski tonovi nalaze se u riječima bez udara (prednaglasnice, zanaglasnice) i na ostalim slogovima, ali mogu se pojaviti i na slogu koji jest naglašen u kombinaciji s visokim.
Kombinirajući ova tri obilježja mogu se označiti hrvatski naglasci.

##### Jednosložni naglasak
Ovaj naglasak odgovara tradicionalnome silaznom: slog s udarom prima visoki ton. Ako je slog dug, visoki ton dolazi na prvu moru (prvi od dvaju kratkih samoglasnika koji tvore dugi). Drugi slogovi (i druga mora dugih) dobivaju niski ton. Kako izgovor riječi napreduje, dolazi do promjene visoki > niski ton što govornici doživljavaju kao silazni ton.
| Riječ s tradicionalnom oznakom naglaska | mȃjka  | mȃjka | mȃjka | nôs    | nôs   | mȁma   | mȁma  |
| Razdvojba                               | ma     | aj    | ka    | no     | os    | ma     | ma    |
| Tonovi                                  | visoki | niski | niski | visoki | niski | visoki | niski |

Ovaj naglasak naziva se jednosložnim jer se visoki ton ostvaruje na jednome slogu, ostali nisu bitni za percepciju naglaska.

##### Dvosložni naglasak
Dvosložni naglasak tradicionalno se smatra uzlaznim iako se fonetskim analizama ustvrdilo da nema uzlazne tonske konture.
Zove se dvosložnim jer uključuje dva sloga: na prvome, koji govornici smatraju naglašenim i koji prima udar, nalazi se niski ton, a na sljedećem visoki. Tako funkcionira gotovo suprotno od jednosložnoga. Razlika u dužini udarnoga sloga stvara razliku između tradicionalno dugouzlaznog i dugosilaznog.
| Riječ s tradicionalnom oznakom naglaska | báka  | báka   | òtac  | òtac   | kúma  | kúma   |
| Razdvojba                               | baa   | ka     | o     | tac    | kuu   | ma     |
| Tonovi                                  | niski | visoki | niski | visoki | niski | visoki |

Dvosložni naglasak zanimljiv je jer mnogim strancima funkcionira obrnuto od onih u njihovim materinskim: u engleskome je naglašeni slog istaknut samo udarom, ali također ima i viši ton. Govornici engleskoga stoga mogu riječi s dvosložnim naglaskom čuti kao naglašene na slogu iza onoga koji zaista prima udar.
Što se tiče dijalekata, nekima je zanaglasni slog u dvosložnom naglasku iznimno visok (primjer je Osijek), a nekima je dosta nizak. Oni govori koji nisu novoštokavski imaju potpuno drukčija pravila i tonove. Iako standard traži dva sloga za dvosložni naglasak, neki govori potvrđuju da to tako ne mora biti.

## Morfonologija
Morfonologija je disciplina koja proučava fonološku građu morfema i fonološke promjene uvjetovane morfologijom.
U užem smislu, riječ je o glasovnim promjenama koje u jeziku određeni morfološki uvjeti uzrokuju. Ovdje ćemo ukratko proučiti neke bitne hrvatske glasovne promjene: jednačenje po zvučnosti, jednačenje po tvorbenome mjestu, gubljenje suglasnika, umetanje j, palatalizacija, sibilarizacija, jotacija, nepostojani a, vokalizacija, promjene ije/je, prijevoj i prijeglas. Uz ove postoje i neke rubnije.

#### Jednačenje po zvučnosti
U hrvatskome vrijedi da se šumnici prilagođuju po zvučnosti onom šumniku koji slijedi za njima po sljedećoj tablici:
| Zvučni   | b | d | g | z | ž | đ | dž |   |   |   |
| Bezvučni | p | t | k | s | š | ć | č  | f | h | c |

Glasovi f, h i c rabe svoje alofone.
Jednačenje se provodi pri dodavanju afiksa i između naglašene riječi i klitika (pravopis ne zapisuje uvijek promjenu):
- s- + grabiti > zgrabiti
- sud- + -kinja > sutkinja
- ivanić- + -grad > Ivanićgrad (izgovor kao ivaniđgrad).

U genitivu množine vraća se originalni oblik ili se izvorno bezvučni glasovi ozvučuju (ne uvijek):
- bilješka > bilježaka
- svezak > G jd. sveska > svezaka
- narudžba > narudžaba (iako nastalo od naruč- + -ba).

#### Jednačenje po mjestu tvorbe
Jednačenje po mjestu tvorbe odnosi se na smjene tjesnačnika i slivenika te na često tek alofonične promjene nazala i promjene jedrenika:
- pravilo 1:
  - s i z postaju š i ž pred č, dž, š, ž, ć, đ, lj, nj
    - iz- + -čaš-iti > iščašiti
    - raz- + -član-ba > raščlamba
    - obraz- + -čić > obraščić
    - bez- + -ćut-an > bešćutan
    - jutros- + -nji > jutrošnji
    - neke iznimke: lj i nj postali od dvoglasa (snjegovi) i česti nedostatak promjene z u ž pred sufiksom -ljiv (rastezljiv)
- pravilo 2:
  - nazali se slažu s mjestom tvorbe slijedećih šumnika: n postaje [ŋ] pred jedrenicima, m postaje [ɱ] pred zubnousnenicima (isto može vrijediti i za n), n postaje m pred dvousnenicima (jedino se ova promjena pokazuje pravopisom)
    - hin- + -ba > himba
    - crven- + -perka > crvenperka (izgovor crvemperka)
    - stran- + -ka > stranka (izgovor straŋka)
    - amfora (izgovor aɱfora)
- pravilo 3:
  - glasovi k, g i h postaju č, ž i š pred č, ć, lj i nj
    - buh- + -ljiv > bušljiv
    - strag- + -nji > stražnji
    - rog- + -čić > roščić (rogčić > rožčić > roščić)

#### Ispadanje konsonanata
Pravila ispadanja konsonanata jesu mnoga. Načelno, dva ista konsonanta krate se u jedan (ali pri dodatku prefiksa ili spajanja dviju riječi moguće je da se izgovaraju kao jedan dugi). Primjeri su iz- + -znojiti > iznojiti, pet + deset > pedeset, rus- + -ski > ruski i tako dalje.
Nadalje, dentali t i d u dodiru sa slivenicima i tjesnačnicima nestaju ili s njima tvore slivenike, a primjeri su svetac > svetca (izgovor i alternativni zapis sveca), hrvat- + -ština > Hrvaština).
U skupovima st, št, zd i žd nestaju t i d ako slijedi suglasnik (pravilo se ne bilježi pravopisno uvijek niti se u govoru provodi konzistentno), a primjeri su korist- + -na > korisna, šest + deset > šezdeset, vijest- + -nik > vjesnik i slično.
Slično, u skupovima sk i zg jedrenici ispadaju pred n: stiskati > stisnuti, brizgati > briznuti.
Glasovi s i š nestaju ako prije njih dolaze jedrenici i slivenici: siromah + -stvo > siromašstvo > siromaštvo.
Naposljetku, glas j ispada iza nepčanika: noć + -ju > noću.

#### Umetanje j
Umetanje ili proteza glasa j događa se kada se u dodiru nađu neki vokal i vokal i: piti > pi-em > pijem, taksi + -a > taksija.

#### Palatalizacija
Palatalizacija je nastala prvom palatalizacijom u praslavenskome.
Ukratko, palatalizacija je promjena k, g, h u č, ž, š pred pred i, e, a i u, ali najčešće e te pred nekim konsonantima u određenim uvjetima. Također, skupovi sk i zg postaju št/šč i žd/ždž.
Neki su primjeri: rek- + -em > rečem, mnog- + -iti > množiti, orah- + -ar > orašar, slug- + -benik > službenik.

#### Sibilarizacija
Sibilarizacija je nastala od druge palatalizacije i progresivne (treće) palatalizacije u hrvatskoj povijesti.
Riječ je o promjeni k, g, h u c, z, s pred samoglasnikom i te istoj promjeni iza i, e, ije/je, u i slogotvornoga r ako za njima slijedi a.
Neki su primjeri: majk- + -i > majci, vuk- + -ijah > vucijah, dih- + -ati > disati.

#### Jotacija
Jotacija je promjena pri kojoj glas j uzrokuje onepčanjenje konsonanata koji mu prethode:
- p, b, m, v > plj, blj, mlj, vlj (događa se epenteza glasa l koji se jotira)
- t, d, s, z, c, n, l > ć, đ, š, ž, ć, nj, lj
- k, g, h > č, ž, š
- st i št, zd i žd > št/šć, žd/žđ
- sk i šk > št/šć/šk/šč.

Moguće je da j ostane poslije promjene (Božji) ili da se ona uopće ne dogodi (pasji).
Neki su primjeri: pisati > pišem, sol- + -ju > solju, plak- + -j > plač i tako dalje.

#### Nepostojani a
Iako povijesno gledano zapravo dolazi do umetanja glasa a, sa stajališta modernoga jezika u infleksiji nekih riječi gubi se samoglasnik a: nokat + -a > nokta, mislilac + -a > mislioca, orao + -a > orla i tako dalje.
Nepostojani a umeće se i ako prefiks ili proklitika počinje glasom s ili z, a slijedi ps, ks, pš, kš ili samo s, z, š i ž (neobvezno osim s prijedlogom s): s sestrom > sa sestrom, niz stepenice > niza stepenice, iz- + zvati > izazvati. Pravilo se ipak ne provodi dosljedno: iz- + zviždati > izviždati (ne *izazviždati). Postoje i neke dublete: sabor (s nepostojanim a) i zbor (bez njega).
Nepostojani a zahtijeva i dodavanje k pred jedrenike: k gradu > ka gradu, k klupi > ka klupi.
Pojavljuje se i pred zamjenicama mnom i nj: s mnom > sa mnom, pred nj > preda nj.

#### Vokalizacija
Vokalizacija, znana i kao smjena l > o događa se kada se glas l nađe na kraju sloga, on tada postaje o: gleda- + -l > gledal > gledao, anđel- + -∅ > anđeo i slično. Promjena ima neke slučajeve kada se ne provodi: bol, kolac > kolca i slično.

#### Promjene ije/je i prijevoj
Prijevoj je u hrvatskome promjena s poviješću još iz indoeuropskoga prajezika.
u hrvatskome se realizira nestajanjem, duljenjem ili promjenom kakvoće vokala:
- govoriti > razgovarati
- brati > berem > birati > izbor
- zanijeti > zanesem > zanos
- cmoknuti > cmakati
- stvoriti > stvarati
- previti > prijevoj
- starac > starca (izgovor stȁrac > stȃrca)
- grad > gradovi (izgovor grȃd > grȁdovi)
- bijel > bjelkast (izmjena ije > je, je > ije i je > je [jē] oblici su prijevoja).[7]

Osim prijevoja, refleks jata doživljava još promjenu u i pred vokalima (vidje- + -l > vidjeo > vidio, za razliku od vidje- + -la > vidjela) i promjenu u e kada je kratak iza suglasnika i r (strijela > strelica, ali može i strjelica).

#### Prijeglas
Glasovi e i o postaju u i e kada slijede za nepčanikom: brat + -e > brate, ali muž + -e > mužu, isto tako čovjek + -om > čovjekom, ali panj + -om > panjem. Promjena se obrće ako je samoglas u slogu prije e: Beč + -om > Bečem > Bečom, ali ima i iznimki. Glasovi r, c i z ponašaju se često kao nepčanici (što su nekoć često i bili): car + -om > carem ili carom.